# Distretto di Karayazı
Il distretto di Karayazı (in turco Karayazı ilçesi) è uno dei distretti della provincia di Erzurum, in Turchia.